# Argusianus argus
L'argo maggiore (Argusianus argus (Linnaeus, 1766)), unica specie del genere Argusianus G. R. Gray, 1849, è un uccello della famiglia dei Fasianidi.

## Descrizione

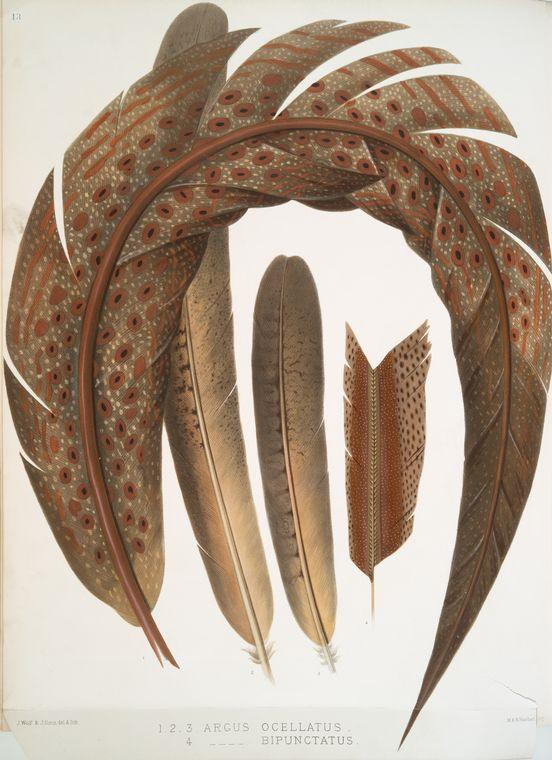
Penne di Argus ocellatus (sinonimo di Rheinardia ocellata) e Argus bipunctatus (nº 4).

### Dimensioni
Il maschio misura 160–200 cm di lunghezza (dei quali 105-143 spettanti alla sola coda), per un peso di 2040-2725 g; la femmina 72–76 cm (dei quali 30-36 di coda) per 1590-1700 g di peso.

### Aspetto
I maschi di argo maggiore sono tra i rappresentanti più insoliti e caratteristici di tutto il mondo degli uccelli, inconfondibili come sono con le loro penne delle ali e della coda insolitamente lunghe e decorate con un complesso schema di macchie a forma di occhio (ocelli). Di forma e disegno singolari sono le remiganti secondarie, molto più lunghe delle remiganti primarie (caso unico negli uccelli). I grandi occhi sulle remiganti («occhi d'Argo») a causa della distribuzione delle tonalità luminose e delle sfumature scure danno l'illusoria impressione di essere in rilievo rispetto al resto della penna. Vi sono 12 timoniere: le due mediane sono nastriformi e lunghe circa tre volte le altre, di lunghezza digradante verso i lati. Nel maschio le regioni superiori sono di colore bruno-ruggine, finemente ricoperte da un intricato schema di macchie di colore camoscio e nero. Nell'aspetto le femmine sono molto simili ai maschi, ma sono di dimensioni più piccole, hanno penne della coda e delle ali più corte e sono prive degli ocelli tipici del maschio. La pelle del capo e del collo nel maschio è per lo più nuda, e di colore azzurro cobalto; solo sulla linea mediana del vertice vi è una striscia che sembra rasata, costituita da brevi piumette nere vellutate che sull'occipite formano un piccolo ciuffo. La femmina invece presenta sull'occipite un ciuffo di piume fini come capelli, alquanto più lunghe rispetto a quelle del maschio. L'argo maggiore è l'unico galliforme privo di uropigio. Si conoscono due sottospecie: l'argo del Borneo (A. a. grayi) è leggermente più piccolo dell'argo della Malesia (A. a. argus) e si può distinguere da quest'ultimo per la colorazione rosso-arancio della parte superiore del petto e del collo e per le macchie più bianche sulle regioni inferiori.

## Biologia

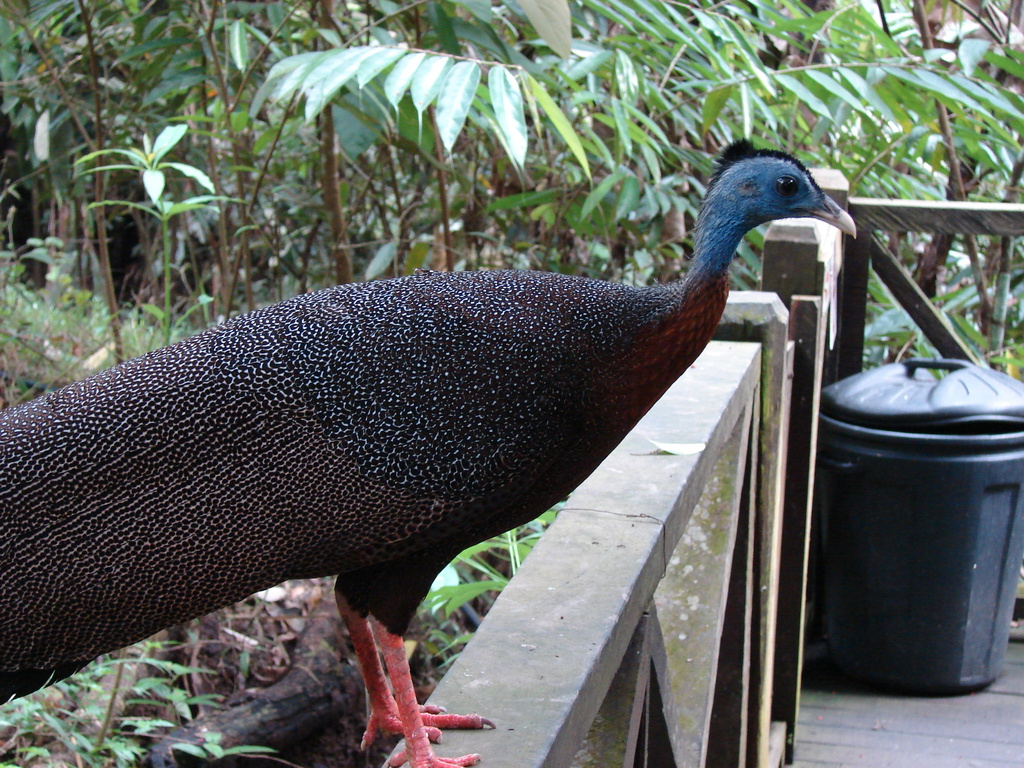
Maschio nel Lok Kawi Wildlife Park (Malesia).

Questo timido uccello, grosso e pesante, vive solitario in ampie zone boscose dal terreno asciutto e roccioso. Nella sua riserva il maschio ripulisce dal fogliame uno spazio circolare di 4–5 m di diametro, per sfogarvi i suoi istinti amorosi. Eccezion fatta per il periodo della muta, esso si trattiene sempre negli immediati dintorni della sua «pista da ballo», che lascia soltanto per andare in cerca di cibo. Con un lamentoso e prolungato kwiau ripetuto 10-12 volte, sempre più lento e fioco, i maschi richiamano l'attenzione delle femmine pronte per l'accoppiamento, cercando di attirarle sul loro terreno di danza. Queste rispondono agli allettamenti del maschio con un hau owo hau owo ben udibile, ripetuto più volte. Se una femmina si reca sulla «pista da ballo», allora il maschio dapprima le incede attorno lateralmente, vicinissimo, col collo proteso in avanti, quindi posa a terra le zampe ritmicamente con tale energia che se ne percepisce chiaramente il calpestio. Successivamente si pianta davanti alla femmina e spiega il piumaggio in tutta la sua magnificenza: le ali allargate formano un ampio ombrello circolare sopra il quale ondeggiano come bandiere al vento le due timoniere più lunghe, che misurano quasi 1,40 m. Poi flette i tarsi e inclina in avanti verso il basso la parte anteriore del corpo assieme al collo e alla testa. Quest'ultima rimane per lo più nascosta dietro il paravento di penne e solo occasionalmente viene sporta in fuori come se l'uccello cercasse di orientarsi. Per un istante il maschio rimane calmo davanti alla femmina in questo atteggiamento, poi improvvisamente compie un balzo e imprime alle remiganti e alle timoniere un movimento vibrante, dal basso verso l'alto, ben percepibile specie in prossimità del lungo ventaglio. Si leva un fruscio dapprima forte poi sempre più tenue fino a scomparire del tutto. Generalmente però la femmina non sembra affatto preoccuparsi di questa esibizione.

### Alimentazione
Questa specie trascorre la notte appollaiata sugli alberi e durante il giorno va in cerca di cibo rovistando nella lettiera di foglie sul suolo della foresta, cibandosi di una vasta gamma di vegetali e di invertebrati.

### Riproduzione
Gli argo non conservano alcun legame duraturo. Maschio e femmina si incontrano solo brevemente per l'accoppiamento. La femmina depone a un giorno di distanza 2 uova rossicce, spruzzate di bruno, che si schiudono dopo 24-25 giorni. Solo all'età di un anno i giovani raggiungono le dimensioni degli adulti. Poiché gli argo maschi, a causa delle loro singolari ali, volano tutt'altro che bene, allo stato libero sono straordinariamente timidi. In cattività un argo ha raggiunto i 30 anni.

## Distribuzione e habitat

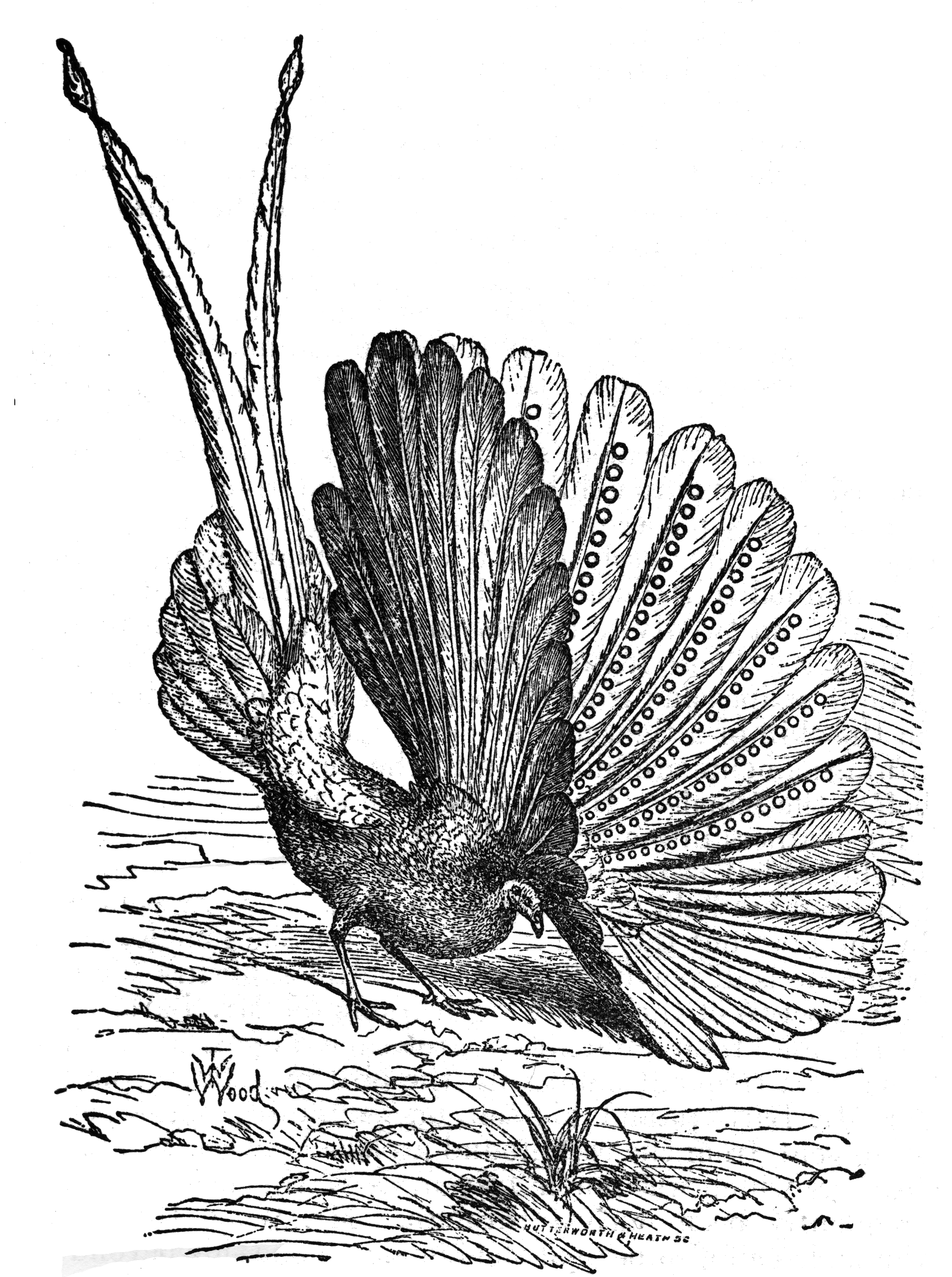
La parata dell'argo in un disegno di T. W. Wood tratto da L'origine dell'uomo di Charles Darwin (1874).

L'argo della Malesia (A. a. argus) abita in tutta la penisola malese, dal Tenasserim meridionale al Johor. Non è stato mai visto nelle regioni costiere pianeggianti e paludose, né sulle alte montagne. Quest'uccello vive anche nell'isola di Sumatra. L'argo del Borneo (A. a. grayi) vive all'interno dell'isola e predilige le regioni montuose accidentate; non si trova che nelle giungle più fitte e quasi impenetrabili dove vive nascosto.

## Tassonomia
Come già ricordato, ne esistono due sottospecie:
- A. a. grayi (D. G. Elliot, 1865), endemica del Borneo;
- A. a. argus (Linnaeus, 1766), diffusa nella penisola malese e a Sumatra.

Il genere Argusianus viene attualmente considerato monospecifico, ma per lungo tempo gli studiosi ritenevano che oltre all'argo maggiore esistesse anche un'altra specie, il misterioso argo doppiabanda o argo di Wood (Argusianus bipunctatus), noto unicamente a partire da un frammento di una singola remigante primaria scambiata per quella di un argo maggiore. Esso fu descritto per la prima volta nel 1871, quando questo frammento venne trasportato a Londra. Il suo luogo d'origine si riteneva fosse Giava, in Indonesia, o l'isola di Tioman, in Malaysia, poiché in queste località l'argo maggiore è assente. Più recentemente (1992), Parkes ha sostenuto che esso non fosse una specie vera e propria, ma certamente una forma mutante di argo maggiore. Sebbene la penna sia quasi uguale, mostra una semplice differenza: l'aspetto interamente asimmetrico dei vessilli dell'argo maggiore è in questo caso quasi simmetrico, ma entrambe le penne sono di colore bruno scuro, con innumerevoli chiazze biancastre. Il calamo è più piccolo del solito e probabilmente la penna non era usata per volare. Nonostante tutte le ipotesi fatte riguardo a questa penna, tutto ciò che si sa con certezza è che intorno al 1870 venne ucciso un fagiano argo a cui una pallottola tranciò una penna, tuttora conservata al British Museum.